# Banco de Londres y México
El Banco de Londres, México y Sudamérica fue el primer banco extranjero creado en México, siendo una sucursal del banco inglés The London Bank of Mexico And South America, Ltd. con un capital de dos y medio millones de pesos. Este banco inició sus operaciones el 1 de agosto de 1864, cuando el archiduque austriaco Maximiliano era emperador de México y Benito Juárez el presidente del país. El banco estaba ubicado en la calle Capuchinas esquina con Lerdo, en la Ciudad de México.

## Historia
El fundador y primer gerente del Banco de Londres y México fue Don William Newbold, quien junto con Robert Geddes, llegaron a México con la idea de domiciliarse en el país. Newbold pactó condiciones para establecerse en México, logrando así tener la exclusividad de implantarse como el único banco extranjero en el país.
Debido a la preocupación del personal del banco por dar a sus operaciones un carácter nacional, fueron creando una extensa red de agencias en el país, que más tarde se hicieron sucursales; al poco tiempo se abrieron agencias en países como Cuba (en La Habana), y en Victoria, la capital de la Columbia Británica.
El personal de esta primera institución bancaria de capital privado constaba de cuatro personas: William Newbold, como gerente, Robert Geddes, como contador, JP Sewel, como cajero, y Joaquín Mello, como colaborador de clientes.
Las ventajas que el banco ofrecía al iniciar operaciones eran: descuento de letras de cambio, giro de letras desde Europa, préstamos con garantía, depósitos con intereses y cuentas corrientes sin cargo alguno en favor de su clientela. El capital con el que contaba era de dos millones de libras esterlinas, es decir, diez millones de pesos.

## Papel moneda

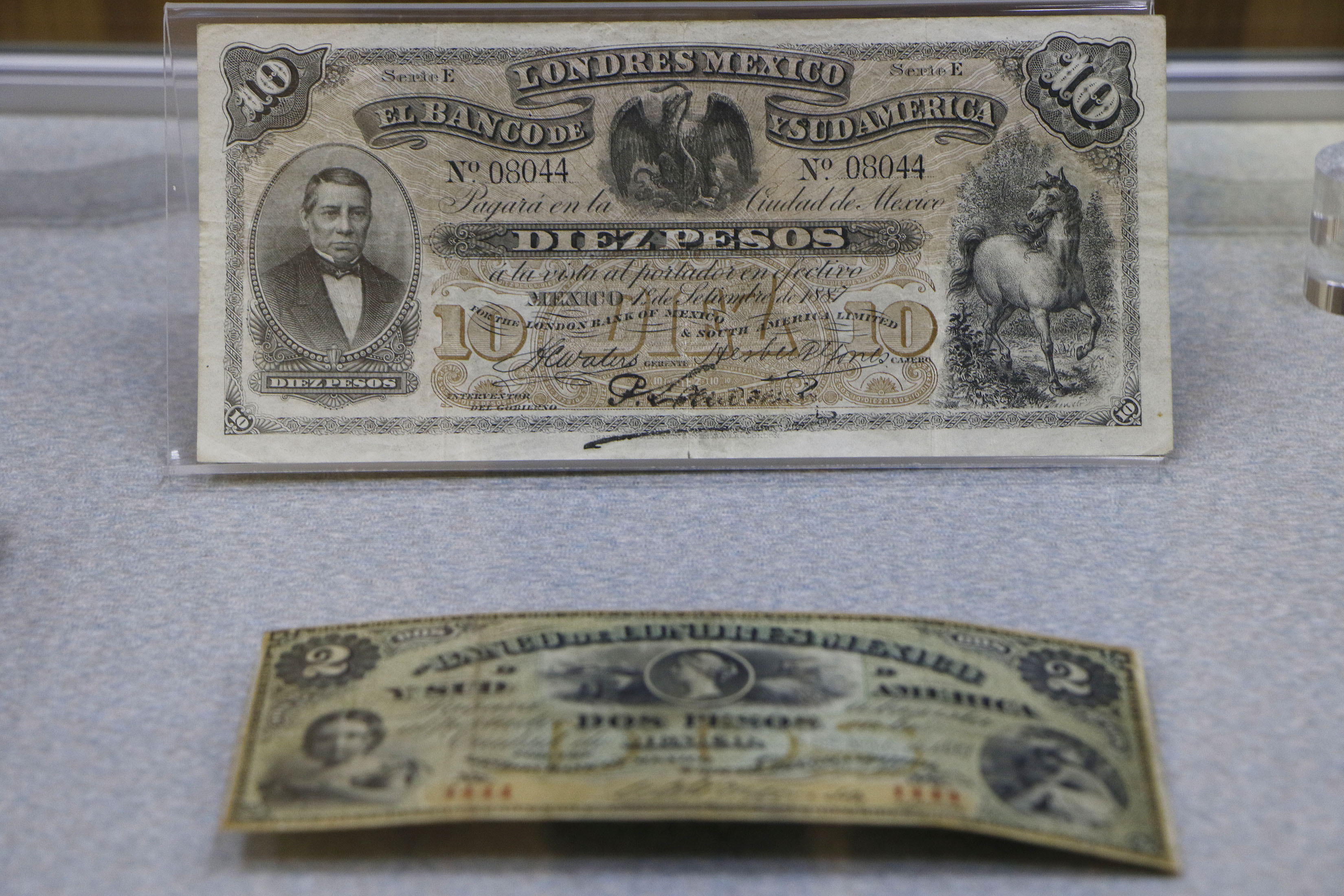
Billete de 10 pesos del Banco de Londres, México y Sudamérica de 1887

El Banco de Londres y México fue el primer banco en emitir billetes en México. El 13 de febrero de 1865, el banco puso en circulación sus primeros; fueron 1,400 billetes con denominación de $5 cada uno.
El 6 de mayo y 6 de julio de 1865 emitió nuevos billetes con valores de $10, $20 y $50; el 5 de marzo y 4 de junio de 1866, circularon billetes de $500 y $100. Posteriormente, el 18 de enero de 1867 emitieron los billetes de $1000. Los billetes fueron ganando popularidad hasta que se lograron implementar como principal forma de cambio.
En 1889, El Banco de Londres, México y Sudamérica cambió su nombre a únicamente Banco de Londres y México reduciendo sus operaciones debido a una reforma que se instauró en el sector financiero que declaraba que los bancos que no fueran mexicanos no podrían realizar operaciones en el territorio nacional. 
Para lograr mantenerse, el Banco de Londres y México se fusionó con el Banco de Empleados y se registró en el país como Banco de Londres y México, S.A. Institución de depósito, fiduciaria y de ahorro. Este mismo año, la nueva institución emitió su primer billete. 
Finalmente, con el paso del tiempo, el Banco de Londres y México fue perdiendo penetración. En 1970, se fusionó con la Compañía General de Aceptaciones para crear Banca Serfín. Actualmente es parte del Banco Santander.